# Neurobasis chinensis
Neurobasis chinensis е вид водно конче от семейство Calopterygidae. Видът не е застрашен от изчезване.

## Разпространение и местообитание
Разпространен е в Бангладеш, Виетнам, Индия, Индонезия (Суматра и Ява), Китай, Лаос, Малайзия (Западна Малайзия), Мианмар, Непал, Тайланд, Хонконг и Шри Ланка.
Обитава сладководни басейни и потоци в райони с тропически климат.